# HD 207552
HD 207552，又名BD-17 6389，SAO 164686、HR 8340，是一颗恒星，视星等为6.38，位于銀經37.05，銀緯-46.99，其B1900.0坐标为赤經21h 44m 43s，赤緯-17° -46.99′ 40″。